# BYD Seal 06 DM-i
BYD Seal 06 DM-i (кит .比亚迪海豹06DM-i ; піньїнь: Bǐyǎdí Hǎibào 06 DM-i) — гібридний середньорозмірний седан, який виробляється BYD Auto з 2024 року.  

## Опис

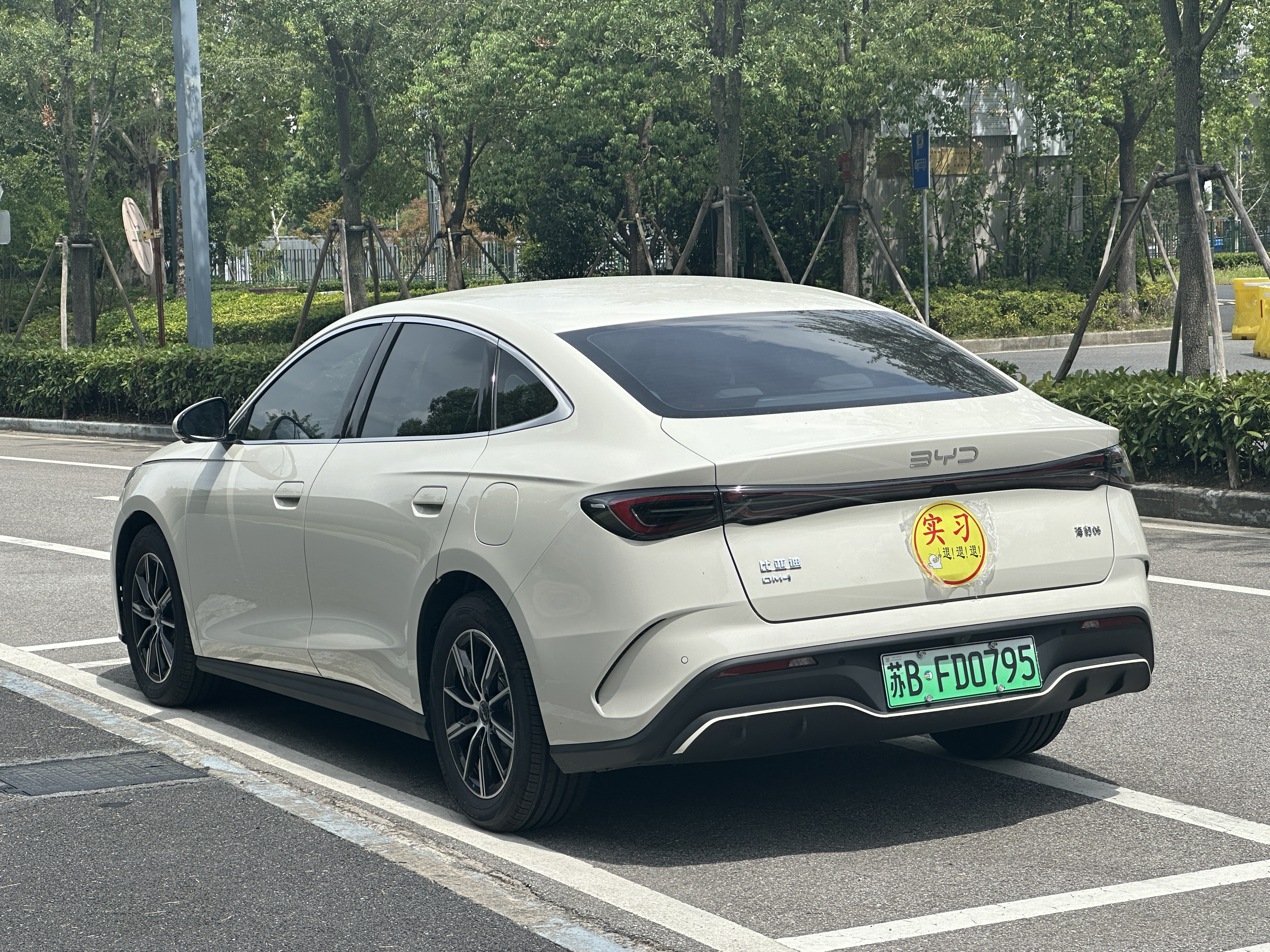

Дочірня модель BYD Qin L, Seal 06 є третьою моделлю в серії Seal на китайському ринку після Seal і Seal 07 DM-i середнього розміру . Як і інші моделі Seal, Seal 06 є частиною лінійки продуктів «Ocean Series», яка поширюється через дилерські центри «Ocean Network» і розташована між меншим Destroyer 05 і більшим Seal 07 DM-i. 
Він дебютував на Пекінському автосалоні в квітні 2024 року. Він поділяє гібридну систему п’ятого покоління BYD, яка продається як DM-i 5.0, з Qin L із «Dynasty Series».
Що стосується підвіски, Seal 06 DM-i має стійки Макферсона спереду та чотириважільну незалежну систему E-type ззаду.
У салоні Seal 06 DM-i перейняла дизайн приладової панелі та дверей серії Ocean. Є 8,8-дюймова цифрова РК-панель приладів та поворотний 15,6-дюймовий центральний сенсорний інформаційно-розважальний пристрій. 
Модель універсала була представлена у квітні 2025 року на Шанхайському автосалоні, а в Китаї її продажі почалися 4 липня 2025 року.  Універсал має максимальний об'єм багажника 1535 літрів зі складеними задніми сидіннями, вбудований холодильник з функцією підігріву та функцією V2L (Vehicle-to-Load). 

## Продажі
| Рік  | Китай   |
| ---- | ------- |
| 2024 | 193,631 |